# 150035 Williamson
150035 Williamson è un asteroide della fascia principale. Scoperto nel 2005, presenta un'orbita caratterizzata da un semiasse maggiore pari a 3,1112656 UA e da un'eccentricità di 0,0732601, inclinata di 11,35815° rispetto all'eclittica.